# Čáslavsko
Čáslavsko (en allemand : Tschaslawsko) est une commune du district de Pelhřimov, dans la région de Vysočina, en République tchèque. Sa population s'élevait à 121 habitants en 2020.

## Géographie
Čáslavsko se trouve à 14 km au nord de Pacov, à 25 km au nord-ouest de Pelhřimov, à 48 km à l'ouest-nord-ouest de Jihlava à 68 km au sud-est de Prague.
La commune est limitée par Čechtice au nord, par Křešín à l'est, par Vyklantice et Lukavec au sud et par Načeradec à l'ouest.

## Histoire
La première mention écrite de la localité date de 1545.

## Administration
La commune se compose de cinq quartiers :
- Čáslavsko
- Jelenov
- Kopaniny
- Skočidolovice
- Štědrovice